# 고대 로마의 화폐

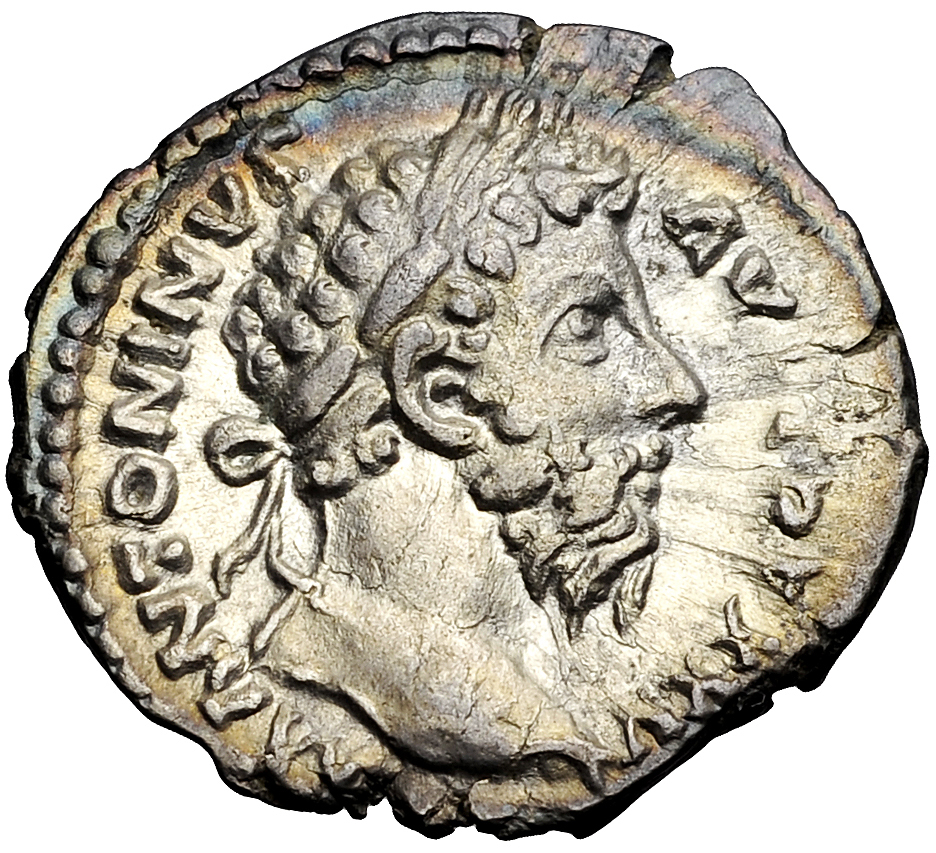
마르쿠스 아우렐리우스의 데나리우스. 명각: IMP. M. ANTONINVS AVG. TR. P. XXV.

로마의 역사 대부분 동안에 고대 로마의 화폐는 금, 은, 청동, 오리칼쿰, 구리 주화로 구성되었다. (고대 로마의 야금학 참조) 기원전 3세기 기간인 공화정 시기에 화폐가 도입된 시기부터 제정 시대에 이르기까지, 로마 화폐는 형태, 명칭, 구성 면에서 많은 변화들이 있었다. 변치 않는 특징은 수세기에 걸친 인플레이션에 의한 가치 절하와 주화 대체였다. 이것의 대표적인 예가 디오클레티아누스의 화폐 개혁이다. 이런 추세는 비잔티움 시대에도 계속되었다.
로마의 경제력과 긴 수명으로 인해, 로마의 화폐는 고전 시기부터 중세까지 유라시아 서부와 북아프리카에서 널리 사용되었고, 중세와 현대의 이슬람 왕조 국가들과 유럽 국가들의 화폐 모델 역할을 하였다. 로마의 화폐 명칭들은 현재까지도 많은 나라들에서 남아있다 (아랍권의 디나르 (데나리우스에서 유래), 영국의 파운드, 멕시코 페소 (둘다 로마의 리브라의 번역)).

## 조폐 기관
기원전 4세기까지 거슬러 올라가는, 로마 문화권의 주화 주조는 유럽의 주화 주조 발전에 영향을 끼쳤다. 영어로 조폐국을 의미하는 ‘Mint’는 기원전 269년 유노 모네타 신전 인근에서 생산된 로마의 은화에서 기원했다. 여신 모네타는 돈이 인격화된 것이고, 이 여신의 이름은 돈과 돈이 만들어지는 장소에 적용되었다. 로마의 조폐 기관들은 제국 곳곳에 널리 퍼져 있었고, 때로는 정치 선전 목적으로 사용되었다. 로마의 민중들은 보통 주화에 새로운 로마 황제의 초상이 나타날 때 새로운 황제에 대해 알 수 있었다. 짧은 기간 즉위했던 일부 황제들조차도 자신의 모습이 담긴 주화를 확실히 만들었으며, 예시로 퀴에투스는 서기 260-261년까지 로마 제국의 일부만을 다스렸으나, 그는 세 곳의 조폐 기관에서 자신의 형상이 담긴 주화 13 종류를 주조했다.. 로마인들은 독특한 표시들이 새겨져 있는 점토로 된 주형에 넓은 구리 주화들을 주조했는데, 이들이 압인 가공 방식을 몰랐기 때문이 아닌, 이 방식이 커다란 금속 덩어리에는 부적합했기 때문이었다.

## 공화정 시기: 기원전 500년경- 27년

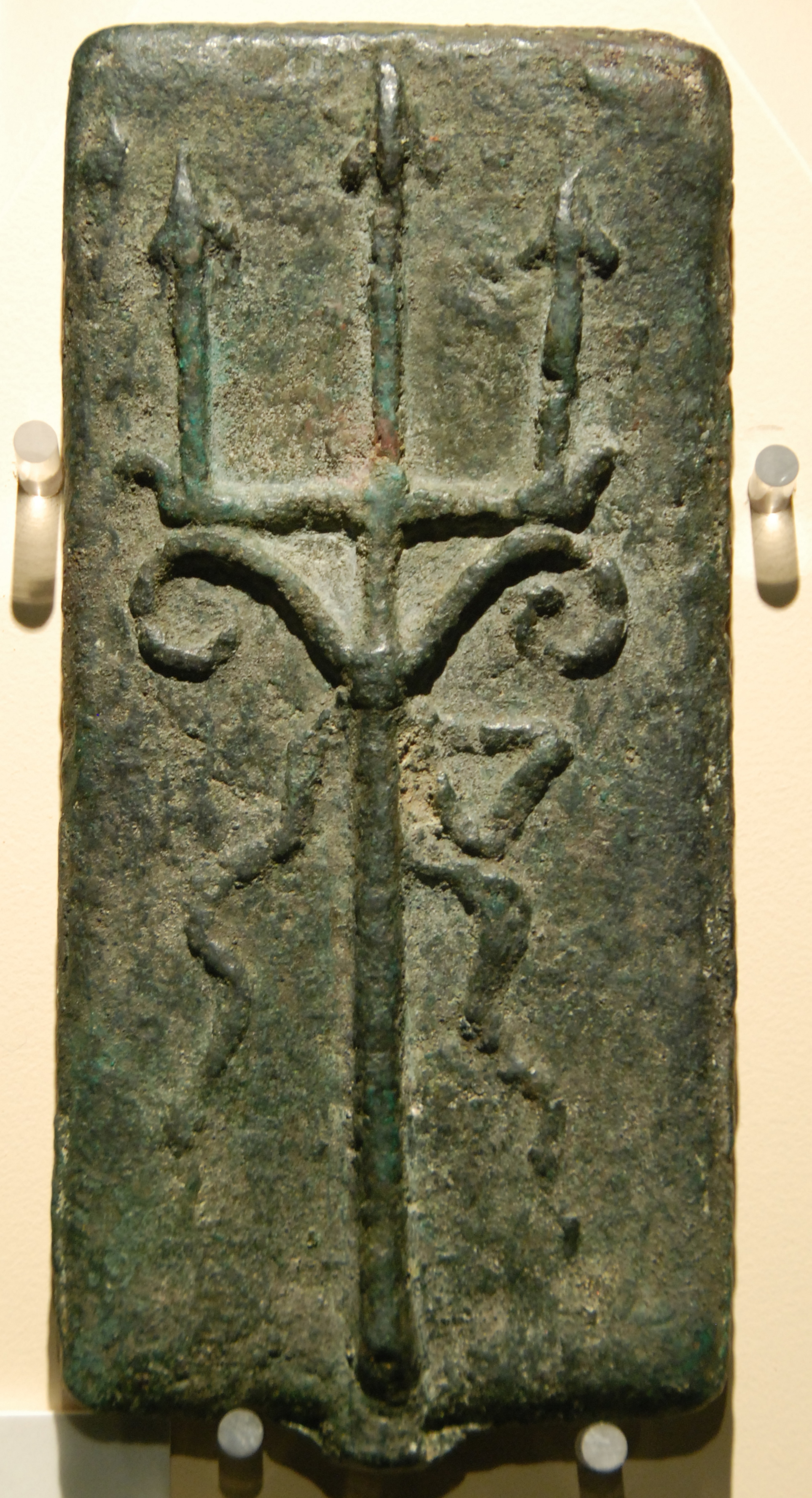
기원전 450년 이후 로마 공화정에서 만들어진, 청동으로 된 'aes signatum'.

로마의 금속 상품 화폐 수용은 화폐사에 있어서 늦은 편이었다. 불리온과 잉곳은 기원전 7천년 이래로 메소포타미아에서 화페로 사용되었으며, 소아시아의 그리스인들은 이르면 기원전 7세기부터 주화 사용을 선도하였다(그리스인들은 좀 더 원시적인 화폐적 교환 매개물에 더하여 주화들을 사용했다). 엄밀한 의미의 주화는 기원전 300년경 로마 공화정 때 도입되었다. 이탈리아 남부의 마그나 그라이키아 대도시들, 그리고 다른 이탈리아 지역 도시들의 일부에선 이 시기에는 이미 오랜 주화 사용의 긴 전통을 지녔으며 자신들의 영토를 침입하는 내륙의 이탈리아족 집단들과 전쟁에 비용을 치르기 위헤 기원전 4세기 동안 주화를 대량으로 주조했다. 이러한 이유로, 로마인들은 주화 시스템을 실제로 도입하기 훨씬 이전부터 주화 사용 방식에 대해 분명히 알고 있었을 것이다.
로마의 주화 수용의 이유는 아마도 문화적인 이유일 것이다. 로마인들은 긴급한 경제적 요구가 없었음에도 그리스 문화를 모방하기를 원했으며, 주조된 화폐 체계를 그리스 문화의 대단한 특징으로 여겼다. 하지만, 로마의 주화들은 초기에는 사용이 매우 한정적이었다.
로마가 도입한 화폐 종류는 고대 지중해의 다른 곳들에서 발견된 것들과 달랐고, 흔치 않은 요소들이 다수 있었다. 대표적인 것이 청동으로 된 넓은 불리온인 'aes signatum' (라틴어로 '서명된 청동'을 의미)이다. 대략 160에서 90mm 크기이고 무게는 1500에서 1600g 정도 나가며, 상당한 납이 들어간 주석 청동으로 만들어졌다. 유사한 금속 화폐 주괴가 이탈리아와 북부 에트루리아 지역에서도 제작되었음에도, 로마의 것은 높은 철 함유량이 있는 정제되지 않은 금속인 'Aes grave'로 만들어졌다.
'aes signatum'과 함께, 로마 정부는 그리스 도시들에서 만들어진 주화들의 양식을 모방한 여러 청동 및 은으로 된 주화들을 주조했다. 당시 그리스 시기 나폴리에서 활용된 제작 방식을 사용하여 만들어진, 이 초기 주화들의 형태는 그리스 주화에서 상당한 영향을 받았다.
공화정 시기의 주화들의 양식은 '완전한 보수성'을 보였으며, 보통 신화 속 장면이나 여러 신들의 인물화 된 모습을 표현하였다.

## 제정 시기: 기원전 27년-서기 476년

### 도상학

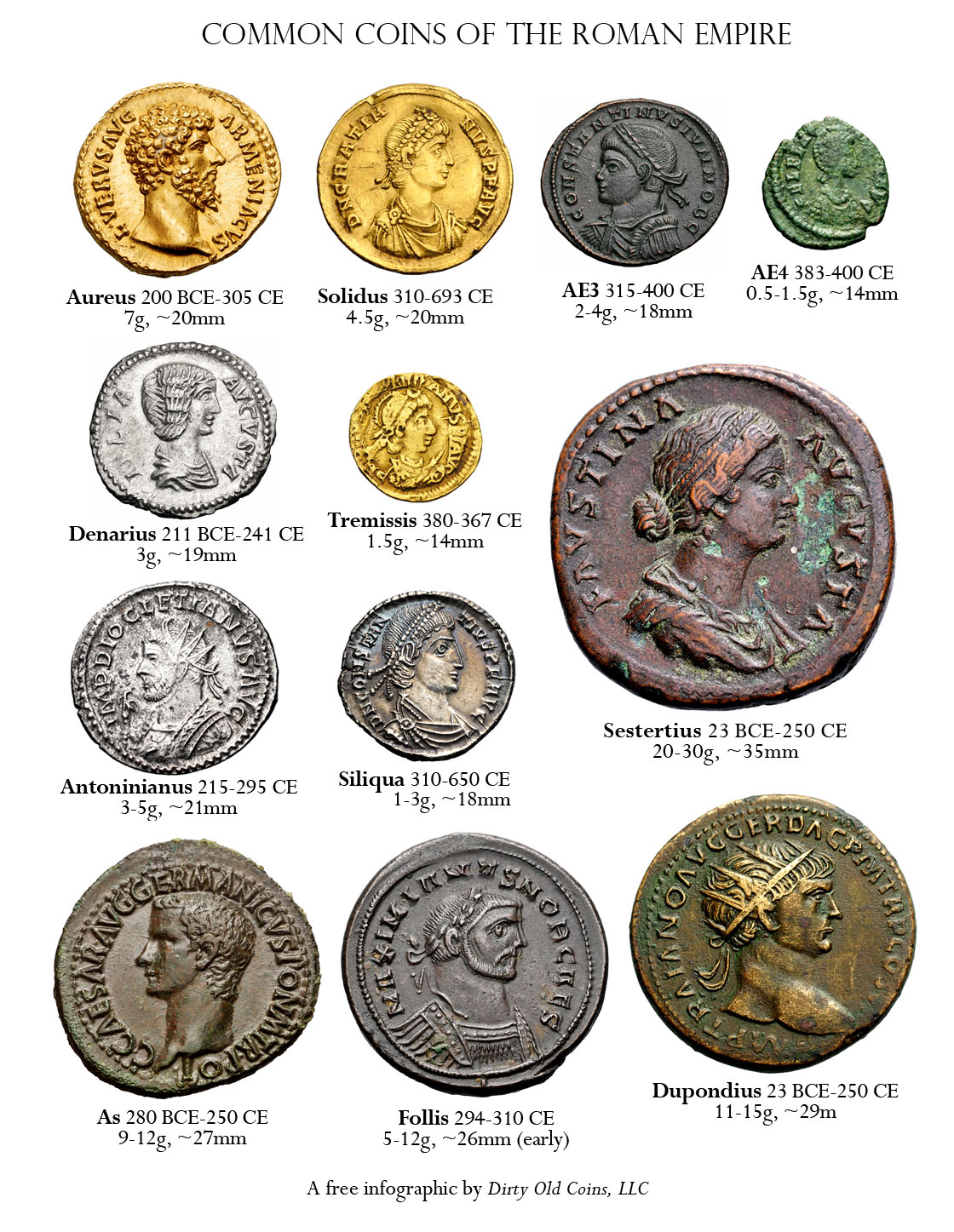
로마 시대에 가장 흔하게 사용된 주화 명칭과 상대적 크기.

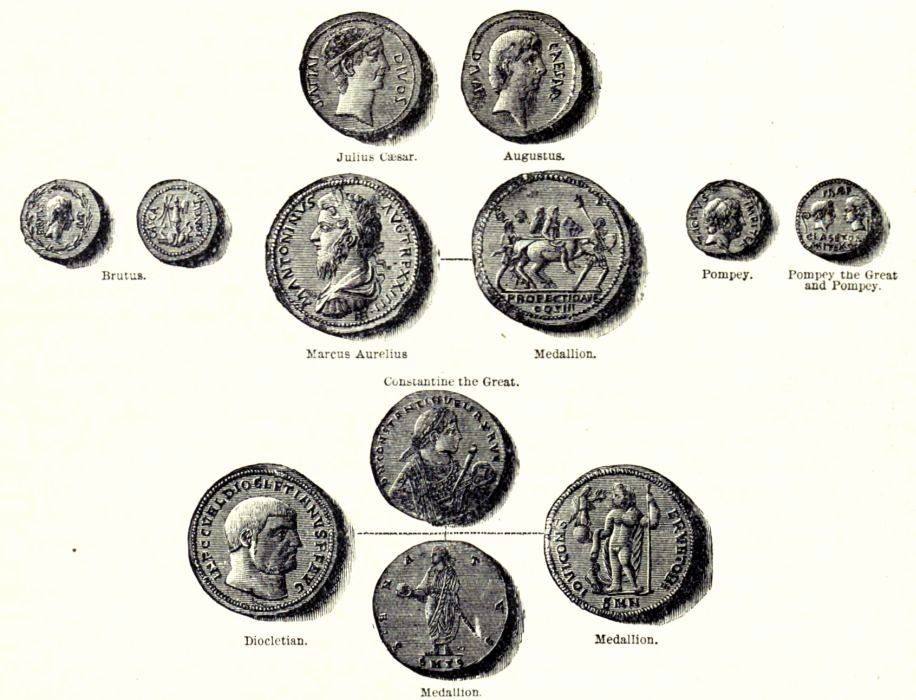
로마 공화정과 제정 시기의 주화들 (Cassell's History of England, Vol. I - anonymous author and artists)

주화들의 형상은 율리우스 카이사르가 자신의 초상이 담긴 주화를 발행하면서 중요성을 띠었다. 화페 발행관들이 일찍이 자신들의 조상들의 초상이 담긴 주화들을 발행하고는 했지만, 카이사르의 주화는 살아있는 인물의 초상이 등장하는 최초의 로마 주화였다. 이 전통은 카이사르가 암살된 이후에 이어졌으며, 그럼에도 임페라토르들은 가끔식 이전의 주화들에서 발견되는 전통적인 신들과 인격화 된 모습이 있는 주화들을 주조하기도 했다. 로마 황제의 형상은 이후 수세기간 특별한 중요성을 띠었는데, 제정 시기에 로마 황제가 국정을 구체화했기 때문이었다. 화폐 발행관들의 이름이 아우구스투스 치세 중엽까지는 주화에 계속해서 나타났다. 제정 시기 화폐 발행관들의 업무에 대해선 알려져 있지 않지만, 직위 자체는 폐지된 것이 아니었기에, 이들이 주화의 형상에 여전히 일부는 영향력을 행사했을 것으로 본다.
황제의 초상이 제정 시기 형상에 대한 주요 중점이었다. 주화들은 제국 곳곳에 이 황제의 형상을 퍼트리는 데 중요한 수단이었다. 주화는 일반적으로 신성한 것으로 여겨지는 특징들을 황제와 관련시키거나, 신을 묘사한 다수의 주화를 만들어냄으로써 특정 신과 황제 간의 특별한 관계를 부각하는 등 황제를 신적 존재로 보이게 하려 했다. 카이사르는 폼페이우스와 전쟁 중에 베누스 혹은 아이네이아스의 형상을 담은 여러 종류의 주화를 발행하여, 자기의 신성한 조상들과 자신을 연관시키려 하였다. 신적 지위를 극단적으로 보였던 황제의 예시에는 콤모두스가 있다. 서기 192년에 그는 주화 앞면에는 사자 가죽을 뒤집어 쓴 자신(보통 헤르쿨레스에 대한 묘사 방식)과, 뒷면에는 그가 헤르쿨레스에 대한 로마의 화신이라 선포하는 문구가 새겨진 여러 주화들을 발행했다. 콤모두스가 그의 형상에 대한 자기 묘사가 지나치기는 했지만, 이 과도한 경우가 여러 황제들의 자신들의 초상 묘사에 대한 목적을 나타낸다. 황제가 주화의 앞면 초상에 가장 자주 등장하는 반면에, 예상 후임자, 전임자, 황후와 같은 그 밖에 가족 구성원들이 등장하기도 했다. 계승을 수월히 이뤄지도록, 상속자의 적법성이 후임자가 등장하는 주화를 제작함으로써 확인되기도 하였으며, 이 방식은 아우구스투스 시기부터 로마가 무너질 때까지 이뤄졌다.
기원전 44년에 합법화 된, 주화에 개인의 초상을 행위는 주화를 표현된 인물의 특성들을 나타내는 것으로 보이도록 하게 했다. 디오는 칼리굴라가 죽은 뒤에 원로원은 그의 주화들의 사용을 중단시키고, 녹여버리도록 포고령을 내렸다고 기록했다. 실제로 그 명령이 이뤄졌는지에 관계없이, 주화의 형상에 부여된 중요성과 의미를 나타낸다. 철학자 에픽테투스는 "이 세스테르티우스에 누구의 형상이 담겨 있지? 트라야누스? 그걸 내게 주게. 네로? 저리 치우게, 그건 마음에 들지 않아, 그건 썩었어."라고 농담조로 글을 남기기도 했다. 에픽테투스는 사람들이 이들의 주화를 없앨 것이라 진지하게 예상하지는 못했음에도, 이 인용문은 로마인들이 자신들의 주화에 있는 형상에 대한 도덕적 가치를 부여한다는 점을 나타낸다. 제정 시기에는 거의 항상 초상이 들어간 앞면과는 달리, 주화 뒷면은 묘사가 훨씬 더 다양했다. 공화정 후기 동안에 형상에 자주 정치적 메시지들이 있었으며, 특히나 내전 기간에 이러한 경향이 두드러졌다. 그러나, 제정 중엽 무렵에 들어, 주화의 형상에 중요한 문구가 있는 것들도 있었고, 일부는 과하게 정치적 혹은 선전적 성격을 띠었지만, 대다수는 인물이나 신과 같은 평범한 형상들이었다. 몇몇 형상은 특정 황제의 정책 및 행동들과 연관될 수 있는 한편, 형상들 다수는 제멋대로 인 것으로 보이며, 신과 인물은 너무나 평범하여 외관과 특징만으로도 빨리 알아볼 수 있었기에 표현된 인물과 신의 이름은 자주 누락되었다.
대부분의 분간되지 않는 특징들의 배경에 있어서, 예외적인 사항들이 훨씬 더 나타나게 된다라고 할 수 있다. 이례적인 주화 뒷면은 보통 전쟁 중이나 전쟁이 끝난 뒤에 보이는데, 이 시기에 로마 황제들은 해방, 정복, 강화 등의 여러 종류의 주장들을 한다. 이러한 주화 뒷면의 형상들 중 일부는 분명히 선전용으로 분류될 수 있다. 244년에 필리푸스 황제가 주조한 한 예시는 페르시아와 강화 협정을 선포하는 명각이 들어 있는데, 실제로는 로마가 페르시아에 많은 배상금을 물어줘야 했다.
주화의 뒷면이 황제마다 달랐기에, 주화의 뒷면을 정학히 일반화하려는 것은 어려울 수 있지만, 그럼에도 일부 경향 자체는 존재했다. 한 가지 예시는 3세기 중엽의 군인 황제들의 주화 문구인데, 이 당시에 사실상 이들 주화 문구는 평범하고 일반적인 인물화 및 신들에 관한 것들이었다. 독창성의 부족에 대한 가능한 설명은 이들 황제들이 자신들 대다수가 부족했던 자기네들의 권위를 확립하기 위한 보수적인 형상을 보이려 했다는 것이다. 이 황제들이 전통적인 주화 뒷면 문구에 의존하기는 했지만, 이들의 초상은 보통 근엄한 시선을 통해 자신들의 권위를 강조하였고 심지어는 갑옷을 입은 황제의 상체가 등장하기도 했다.

## 가치와 구성
대부분의 오늘날 주화들과는 달리, 고대 로마의 주화들은 (최소한 초기에는) 상당한 실물 가치를 지녔었다. 금화 및 은화에 귀금속을 함유하고 있지만, 주화의 가치는 주화의 귀금속 함유량보다 조금 더 높았을 수 있었고, 따라서 이 주화들은 엄밀히 말하여 불리온과 같지는 않았다. 물론 시간이 흘러, 은화의 가치 및 무게가 감소하였다. 데나리우스의 가치 추정치는 함유하는 귀금속의 양의 가치에 1.6배에서 2.85배 사이였고, 빵과 포도주, 고기 가격과 비교했을 때 로마 제국 초기에 1 데나리우스당 영국의 10파운드의 구매력에, 제국 말기에는 대략 18 파운드의 구매력, 그리고 동일한 시기 동안에 군단병 한 명의 1에서 3일 분의 봉급과 유사했을 것이라 여겨진다.
디오클레티아누스의 화폐 개혁 전까지 이집트에 있었던 주화 체계는 대단히 품질이 떨어지는 테트라드라크몬을 기본으로 한 폐쇄적 체계였다. 이 테트라드라크몬의 가치가 데나리우스의 가치와 비슷하도록 고려된 것이라 하더라도, 주화에 함류된 귀금속의 함량이 언제나 너무 낮았다. 또한 다른 곳에선, 유통되던 모든 주화들이 귀금속을 함류한 것은 아니었는데, 일부에선 유통되던 주화들의 가치가 일상적 구매에 있어서 너무 가치가 컸기 때문이었다. 실질 가치가 있는 주화와 형식적 가치만이 있는 주화로 구분이 있었다. 이는 공화정 시절에 드물고 많이 만들어지지 않은 동화 발행에 나타나 있으며, 술라 시절부터 아우구스투스 때까지는 동화가 단 한 번도 발행되지 않기도 했는데, 동화가 만들어진 시기에도 동화의 품질이 매우 떨어졌다.

### 가치 하락

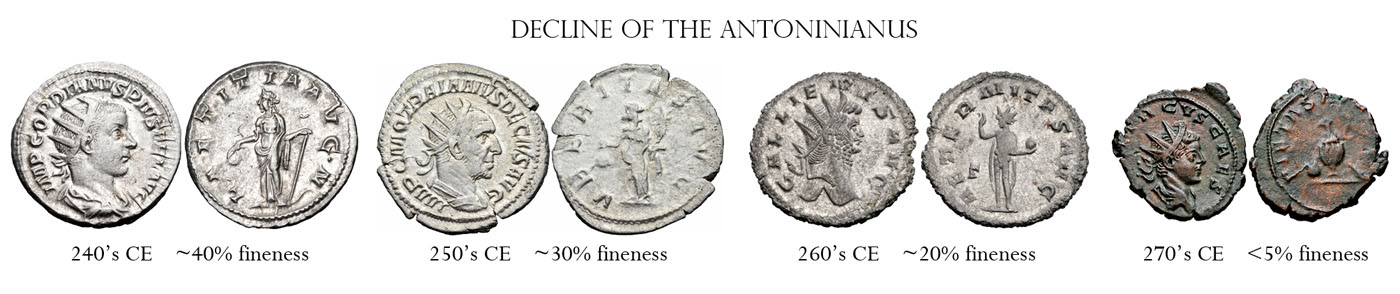
안토니니아누스의 은 순도의 빠른 감소

발행되었던 주화들이 디오클레티아누스의 화폐 개혁이라는 상황 속에서 변화하였고, 상당히 가치가 떨어진 안토니니아누스 (데나리우스의 두 배)가 새로운 여러 액면가들의 주화들로 대체되었으며, 다양한 새로운 형상들이 여러 사상들을 전하기 위하여 도입되었다. 디오클레티아누스가 이룩한 새로운 정부는 네 명의 황제가 통치하는 사두 정치로, 황제마다 다스릴 영토를 부여받았다.
새로운 형상은 황제들을 대표를 하는 크고 근엄한 황제들의 초상이었다. 이 형상은 어떤 특정한 황제의 실제 초상을 나타내려는 의도가 아닌, 그 황제가 지닌 힘을 실체화한 특징들을 나타내려는 것이었다. 뒷면에는 로마인들의 정신이나 기상을 나타내는 등 전반적으로 비슷하였다. 새로운 형태의 정부와 새로운 화폐 체계의 도입은 이전 세기의 끊임없는 전쟁과 불확신성 이후, 로마에 평화와 안정감을 회복하려는 디오클레티아누스의 시도를 나타낸다.
디오클레티아누스는 자신을 일반화 된 형상으로 표현함으로써 로마 황제를 호환성 있는 권위적 존재로 나타냈다. 그는 로마인들의 정신을 나타냄으로써 로마인들 사이에 일체감을 강조하려 했다 (Sutherland 254). 후기 로마 제국의 주화 뒷면은 일반적인 주제를 강조했고, 이전에 묘사되었던 특정 의인화 경향은 멈추었다. 뒷면에는 로마의 영광, 로마군의 영예, '야만인'과의 승리, 행복의 시대 회복, 로마 황제의 위대함 등을 보여주는 명각들이 등장했다.
이러한 전형적 문구들은 로마 제국의 국교로서 기독교를 수용한 이후에도 계속되었다. 크리스토그램(그리스어로 예수 그리스도의 모노그램인 '키로'등)을 나타내는 군기처럼, 기독교 색이 약한 형상들이 도입되기는 했지만, 일부를 제외하면 기독교적 주제를 분명하게 하는 경우는 없었다. 콘스탄티누스 시기부터 로마 제국이 멸망할 때까지, 주화들은 거의 알아볼 수 없는 이상화된 초상과 위대함에 대한 전형적 표시를 담았다.
데나리우스가 기원전 211년에 도입된 이래로 3세기 중엽에 그 주조가 중단될 때까지 로마 경제의 중심이었지만, 데나리우스의 은 순도 및 무게는 서서히, 그러나 급격하게 떨어졌다. 심각한 화폐 가치 하락이 보통 로마 제국의 강세와 약세를 동반했음에도, 로마 경제에 있던 화폐 가치 하락 문제는 만연했던 것으로 보인다. 양적 완화가 로마에 왜 흔히 일어났는지는 확실치 않지만, 귀금속 부족, 국가 재정의 부적절성 등을 포함한 몇몇 요소들에서 기인한 것으로 여겨진다. 데나리우스가 도입되었을 때, 데나리우스는 이론상 무게 대략 4.5 그램에 거의 완전한 은 순도를 가졌으나, 네로 시대 이후의 경향은 거의 항상 순도가 낮아지는 것이었다.
현실적으로 보통은 실현되지 않았겠지만, 이론상의 기준은 전쟁 때 같은 경우를 제외하면 공화정 시기 내내 잘 유지되었다. 군대를 양성하고 보급품을 지불하는 데 필요한 많은 주화들이 보통 화폐의 양적 완화를 필요로 하게 했다. 이에 대한 예시가 마르쿠스 안토니우스가 옥타비아누스와 전쟁에서 병력들의 임금을 지불하기 위하여 찍어낸 데나리우스이다. 보통의 데나리우스보다 지름이 약간 작았던 마르쿠스의 데나리우스는 상당히 질이 떨어지는 은으로 만들어 졌다. 앞면에는 갤리선과 안토니우스 이름이 들어가 있고, 반대면엔 이 데나리우스가 필요했던 각 군단의 이름이 들어가 있었다 (한 저장 창고에서 발견된 이때의 데나리우스는 이 데나리우스의 낮은 은 순도 때문에 발행된 지 200년이 지났음에도 유통되었다는 점을 나타낸다). 율리우스 클라우디우스 왕조 시기의 데나리우스는 로마의 상당 비율을 집어 삼킨 화마 이후 로마의 재건 때문에 은 순도가 3.8 그램으로 떨어진 64년에 네로의 평가 절하 때까지 은 순도 4 그램이라는 비율을 안정적으로 유지하였다.
셉티미우스 세베루스가 엄청난 평가절하를 실시한 것과 함께, 데나리우스는 서서히 그 순도의 감소를 이어나갔다. 이는 황제가 쓰고 있는 태양관이 표시되어 있어서 기존의 데나리우스와 구별되는, 두 배 가치를 지닌 데나리우스의 도입으로 이어졌다. 이 주화는 215년 초에 카라칼라가 도입한 이후로 화폐학자들 사이에서 흔히 안토니니아누스라 불린다. 명목상으론 데나리우스 두 배의 가치였음에도 안토니니아누스는 데나리우스의 은 함류량 1.6배보다 높았던 적이 없었다. 가치가 데나리우스의 두 배이면서, 은 함유량은 1.6 배에 지나지 않는 주화를 찍어내는 것의 수익성은 분명했으며, 민중들의 이 주화에 반응은 알려져 있지 않다. 발행된 안토니니아누스의 수가 늘어나자, 발행된 데나리우스의 수는 줄어들어, 3세기 중엽엔 데나리우스는 상당히 많은 양의 주조가 중단되었다. 또 다시, 안토니니아누스는 불확실성과 전쟁의 시기에 최대의 가치 하락을 겪었다. 3세기 중엽에는 전쟁과 불안정성이 만연하였고, 안토니니아누스는 은 함 유량이 2℅로 떨어지며, 은화로서 모습을 거의 상실하였다. 이 시기에 아우레우스는 디오클레티아누스의 화폐 개혁 이전 금 함류량이 낮아지고 비금속 함류량이 높아지기 이전까지는 좀 더 화폐 가치 안정성을 유지하였다.
사실상 은을 포함하지 않았던 정도로 정도까지 주화의 은 순도 감소 추세는 274년에 아우렐리아누스가 실시한 화폐 개혁으로 대응되었다. 안토니니아누스의 은 함량 기준은 구리 20에 은 1로 정해졌고, 액수 (라틴어로 XXI 또는 그리스어로 KA)를 포함하는 표시가 이뤄졌다. 아우렐리아누스의 개혁에도 불구하고, 디오클레티아누스의 화폐 개혁 때까지 은 순도는 감소를 계속하였다. 디오클레티아누스는 사두 정치 체제를 설립한 것 외에도 1 로마 파운드의 60분의 1을 기준으로 발행된 아우레우스, 아르겐테우스로도 알려진 옛 네로 기준으로 발행된 새로운 은화, 은 2 퍼센트를 함유한 새로운 넓은 청동화 등으로 된 액면 가치 체계를 고안해냈다.
디오클레티아누스는 301년에 최고가격령을 반포하였으며, 이는 상품 및 서비스에 부과될 수 있는 법정 최고가격을 확립하려는 시도였다. 최고가격을 설정하려는 시도는 최고가격을 강제하는 것이 불가능했기 때문에 헛수고로 돌아갔다. 이 칙령은 데나리우스가 50여 년이 넘도록 발행되지 않았음에도 데나리우스를 고려하여 실시된 것으로 여겨진다(청동화 폴리스가 데나리우스의 12+1⁄2 가치를 지녔다고 여겨짐). 이전의 화폐 개혁들처럼, 최고가격령 역시도 무뎌졌고 대부분 금 및 청동으로 이뤄진 불특정한 주화로 대체되었다. 다양한 크기의 청동 주화들의 정확한 관계 및 명칭에 대해 알려진 것은 없으나, 시장에 상당한 변동을 일으켰을 것으로 여겨진다.
로마의 주화가 지속적인 평가 절하를 겪었는지에 대한 정확한 이유는 알려져 있지 않으며, 가장 흔한 가설들에는 인플레이션, 지중해 세계의 은을 빨아들인 인도와의 교역, 국가 재정상의 결함 등이 거론된다. 로마 병사의 봉급은 아우구스투스 시기 연간 900 세스테르티우스에서 셉티미우스 세베루스 시기 2000 세스테릐우스로 증가했고 이 시기에 실질 임금 하락과 통화 팽창이 발생했음을 나타내는 곡물 가격이 3배 이상 올랐다.
통화 가치 하락의 또 다른 이유는 주화 제작을 위한 원자재 부족이었다. 이탈리아 자체에서는 대규모 광물 광산이 없었기에 주화에 쓰일 귀금속은 다른 곳들에서 구해와야만 했다. 로마가 팽창 시기에 얻은 귀금속의 대부분은 제압한 지역들에서 가져온 전쟁 노획물과, 그 이후에 새롭게 정복한 지역들에서 온 조공품 및 세금의 형태로 들어왔다. 로마가 팽창을 멈추자, 주화 목적의 귀금속은 그리스와 스페인 등지에서 은광을 개발하거나 및 이전의 주화들을 녹여서 충당했다.
외부에서 귀금속의 지속적인 유입은 없고, 계속된 전쟁 비용으로, 로마의 주화는 로마 당국이 지출할 수 있었던 한도를 늘리기 위하여 가치 절하가 이뤄졌을 것이라는 게 타당해 보일 것이다. 로마 주화의 가치 저하에 대한 이 설명은 로마 정부가 가진 것보다 더 많은 돈을 쓸 수 있게 해주었다는 것이다. 주화 내에 은 함량을 줄여 가며, 로마는 더 많은 주화를 찍어낼 수 있었고 예산을 확장시킬 수 있었다. 시간이 흐르며, 서방의 무역 적자는 곡물 및 다른 상품을 구입하는 것 때문에, 로마 내 통화 부족으로 이어졌다.

## 등가
첫 번째 행은 이어지는 열의 주화들과 비교한 첫 번째 열의 볼드체로 표시된 주화의 가치를 나타낸다:
|                | 데나리우스 | 세스테르티우스 | 두폰디우스 | 아스  | 세미스 | 큉쿤스 | 트리엔스 | 콰드란스 | 운키아 |
| -------------- | ---------- | -------------- | ---------- | ----- | ------ | ------ | -------- | -------- | ------ |
| 데나리우스     | 1          | 4              | 5          | 10    | 20     | 24     | 30       | 40       | 120    |
| 세스테르티우스 | 1⁄4        | 1              | 1+1⁄4      | 2+1⁄2 | 5      | 6      | 7+1⁄2    | 10       | 30     |
| 두폰디우스     | 1⁄5        | 4⁄5            | 1          | 2     | 4      | 4+4⁄5  | 6        | 8        | 24     |
| 아스           | 1⁄10       | 2⁄5            | 1⁄2        | 1     | 2      | 2+2⁄5  | 3        | 4        | 12     |
| 세미스         | 1⁄20       | 1⁄5            | 1⁄4        | 1⁄2   | 1      | 1+1⁄5  | 1+1⁄2    | 2        | 6      |
| 큉쿤스         | 1⁄24       | 1⁄6            | 5⁄24       | 5⁄12  | 5⁄6    | 1      | 1+1⁄4    | 1+2⁄3    | 5      |
| 트리엔스       | 1⁄30       | 2⁄15           | 1⁄6        | 1⁄3   | 2⁄3    | 4⁄5    | 1        | 1+1⁄3    | 4      |
| 콰드란스       | 1⁄40       | 1⁄10           | 1⁄8        | 1⁄4   | 1⁄2    | 3⁄5    | 3⁄4      | 1        | 3      |
| 운키아         | 1⁄120      | 1⁄30           | 1⁄24       | 1⁄12  | 1⁄6    | 1⁄5    | 1⁄4      | 1⁄3      | 1      |

|                         | 아우레우스 | 퀴나리우스 아우레우스 | 데나리우스 | 퀴나리우스 | 세스테르티우스 | 두폰디우스 | 아스 | 세미스 | 콰드란스 |
| ----------------------- | ---------- | --------------------- | ---------- | ---------- | -------------- | ---------- | ---- | ------ | -------- |
| 아우레우스              | 1          | 2                     | 25         | 50         | 100            | 200        | 400  | 800    | 1600     |
| 퀴나리우스 아우레우스   | 1⁄2        | 1                     | 12+1⁄2     | 25         | 50             | 100        | 200  | 400    | 800      |
| 데나리우스              | 1⁄25       | 2⁄25                  | 1          | 2          | 4              | 8          | 16   | 32     | 64       |
| 퀴나리우스 아르겐테우스 | 1⁄50       | 1⁄25                  | 1⁄2        | 1          | 2              | 4          | 8    | 16     | 32       |
| 세스테르티우스          | 1⁄100      | 1⁄50                  | 1⁄4        | 1⁄2        | 1              | 2          | 4    | 8      | 16       |
| 두폰디우스              | 1⁄200      | 1⁄100                 | 1⁄8        | 1⁄4        | 1⁄2            | 1          | 2    | 4      | 8        |
| 아스                    | 1⁄400      | 1⁄200                 | 1⁄16       | 1⁄8        | 1⁄4            | 1⁄2        | 1    | 2      | 4        |
| 세미스                  | 1⁄800      | 1⁄400                 | 1⁄32       | 1⁄16       | 1⁄8            | 1⁄4        | 1⁄2  | 1      | 2        |
| 콰드란스                | 1⁄1600     | 1⁄800                 | 1⁄64       | 1⁄32       | 1⁄16           | 1⁄8        | 1⁄4  | 1⁄2    | 1        |

|              | 솔리두스 | 아르겐테우스 | 눔무스 | 라디아테 | 라우레아테 | 데나리우스 |
| ------------ | -------- | ------------ | ------ | -------- | ---------- | ---------- |
| 솔리두스     | 1        | 10           | 40     | 200      | 500        | 1000       |
| 아르겐테우스 | 1⁄10     | 1            | 4      | 20       | 50         | 100        |
| 눔무스       | 1⁄40     | 1⁄4          | 1      | 5        | 12+1⁄2     | 25         |
| 라디아테     | 1⁄200    | 1⁄20         | 1⁄5    | 1        | 2+1⁄2      | 5          |
| 라우레아테   | 1⁄500    | 1⁄50         | 2⁄25   | 2⁄5      | 1          | 2          |
| 데나리우스   | 1⁄1000   | 1⁄100        | 1⁄25   | 1⁄5      | 1⁄2        | 1          |

|            | 솔리두스 | 밀리아렌세 | 실리콰 | 주화  | 눔무스 |
| ---------- | -------- | ---------- | ------ | ----- | ------ |
| 솔리두스   | 1        | 12         | 24     | 180   | 7200   |
| 밀리아렌세 | 1⁄12     | 1          | 2      | 15    | 600    |
| 실리콰     | 1⁄24     | 1⁄2        | 1      | 7+1⁄2 | 300    |
| 폴리스     | 1⁄180    | 1⁄15       | 2⁄15   | 1     | 40     |
| 눔무스     | 1⁄7200   | 1⁄600      | 1⁄300  | 1⁄40  | 1      |

## 참고 문헌
- Burnett, Andrew (1987). 《Coinage in the Roman World》. London: Seaby. ISBN 978-0-900652-84-4.
- Cohen, Henry, Description historiques des monnaies frappées sous l'Empire romain, Paris, 1882, 8 vols. There exists online version of this Cohen's catalogue
- Greene, Kevin. Archaeology of the Roman Economy. Berkeley, California: University of California Press, 1986.
- Howgego, Christopher. Ancient History from Coins. London: Routledge, 1995.
- Jones, A. H. M. The Roman Economy: Studies in Ancient Economic and Administrative History. Oxford: Basil Blackwell, 1974.
- Melville Jones, John R., 'A Dictionary of Ancient Roman Coins', London, Spink 2003.
- Metcalf, William E. (2012). 《The Oxford Handbook of Greek and Roman Coinage》. New York: Oxford University Press. ISBN 9780195305746.
- Reece, Richard (1970). 《Roman Coins》. London: Ernest Benn Limited. ISBN 978-0-510-06151-7.
- Salmon, E. Togo. Roman Coins and Public Life under the Empire. Ann Arbor, Michigan: The University of Michigan Press, 1999.
- Suarez, Rasiel. The Encyclopedia of Roman Imperial Coins. Dirty Old Books, 2005.
- Sutherland, C. H. V. Roman Coins. New York: G. P. (Also published by Barrie and Jenkins in London in 1974 with ISBN 0-214-66808-8)
- Van Meter, David. The Handbook of Roman Imperial Coins. Laurion Press, 1990.
- Vecchi, Italo. Italian Cast Coinage. A descriptive catalogue of the cast coinage of Rome and Italy. London Ancient Coins, London 2013. Hard bound in quarto format, 84 pages, 92 plates. ISBN 978-0-9575784-0-1